# Thập niên 20

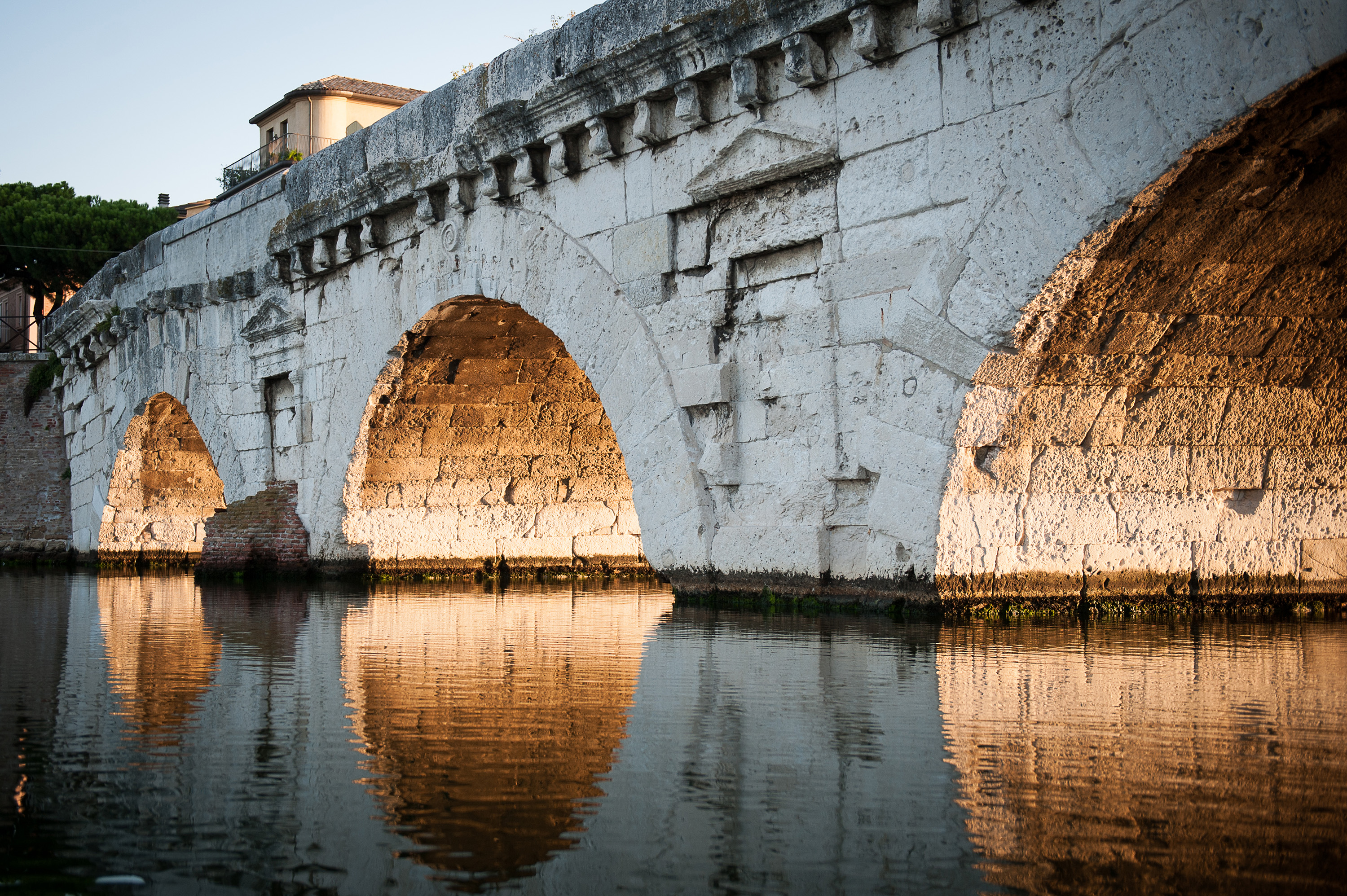
Thập niên 20

Thập niên 20 hay thập kỷ 20 chỉ đến những năm từ 20 đến 29.